# Пальцево (Островский район)
Пальцево — деревня в Бережанской волости Островского района Псковской области.

## География
Расположена в 21 км к юго-западу от города Остров.

## Население
| 2001 | 2002 | 2010 |
| ---- | ---- | ---- |
| 90   | ↘70  | ↘59  |

Численность населения деревни по состоянию на 2000 год составляла 90 жителей.

## История
До 2005 года входила в состав ныне упразднённой Пальцевской волости с административным центром в д. Федосино.